# Tournoi triangulaire de l’Océan Indien
Le Tournoi triangulaire de l’Océan Indien est une compétition de football se déroulant de 1947 à 1963. Elle rassemblait Madagascar (possession française jusqu'en 1958), La Réunion et la colonie britannique de l'île Maurice. L'épreuve de football aux Jeux des îles de l'océan Indien succède au tournoi triangulaire en 1979.

## Palmarès
| N° | Édition | Pays hôte   | Vainqueur  | Deuxième   | Troisième  |
| -- | ------- | ----------- | ---------- | ---------- | ---------- |
| 1  | 1947    | Madagascar  | Maurice    | Madagascar | La Réunion |
| 2  | 1948    | île Maurice | Maurice    | Madagascar | La Réunion |
| 3  | 1949    | La Réunion  | Maurice    | Madagascar | La Réunion |
| 4  | 1950    | Madagascar  | Maurice    | La Réunion | Madagascar |
| 5  | 1951    | île Maurice | Maurice    | Madagascar | La Réunion |
| 6  | 1952    | La Réunion  | Maurice    | Madagascar | La Réunion |
| 7  | 1953    | Madagascar  | Maurice    | Madagascar | La Réunion |
| 8  | 1954    | île Maurice | Maurice    | La Réunion | Madagascar |
| 9  | 1955    | La Réunion  | Madagascar | Maurice    | La Réunion |
| 10 | 1956    | Madagascar  | Maurice    | Madagascar | La Réunion |
| 11 | 1957    | île Maurice | Maurice    | La Réunion | Madagascar |
| 12 | 1958    | La Réunion  | Madagascar | Maurice    | La Réunion |
| 13 | 1963    | Madagascar  | Madagascar | La Réunion | Maurice    |

## Tableau des médailles
| Rang | Equipe     | Champions | Deuxième | Troisième |
| ---- | ---------- | --------- | -------- | --------- |
| 1    | Maurice    | 10        | 2        | 1         |
| 2    | Madagascar | 3         | 7        | 3         |
| 3    | La Réunion | 0         | 4        | 9         |